# NGC 6408
NGC 6408 is een balkspiraalstelsel in het sterrenbeeld Hercules. Het hemelobject werd op 2 juni 1864 ontdekt door de Duitse astronoom Albert Marth.

## Synoniemen
- UGC 10930
- MCG 3-45-7
- ZWG 112.17
- NPM1G +18.0520
- IRAS 17366+1854
- PGC 60637